# École nationale supérieure de chimie de Lille
L’École Nationale Supérieure de Chimie de Lille (ENSCL) est l'une des 204 écoles d'ingénieurs françaises accréditées au 1er septembre 2020 à délivrer un diplôme d'ingénieur.
Elle est située sur le campus de la Cité scientifique de l'Université de Lille à Villeneuve-d’Ascq (Métropole européenne de Lille, Hauts-de-France).
École interne de Centrale Lille Institut, elle assure une formation dans les différentes spécialités de chimie et procédés durables, catalyse, formulation et matériaux:
- diplôme d'ingénieur ENSCL (environ 75 ingénieurs spécialistes sont diplômés annuellement à l’issue d’un cursus de trois années)
- masters recherches et mastère spécialisé.

Ce site est desservi par la station de métro Cité Scientifique - Professeur Gabillard (métro de Lille) :
- à 15 min de la gare de Lille-Europe (TGV-Paris 58 min ; TGV-Bruxelles 35 min ; Eurostar-Londres 80 min) ;
- à 8 km de l'aéroport de Lille - Lesquin ;
- à 1 km du stade Pierre-Mauroy.

## Historique
Fondée en 1892 et ouverte en 1894 sous le nom d'Institut de chimie de Lille, l'École assure ses enseignements au sein de la faculté des sciences de Lille.

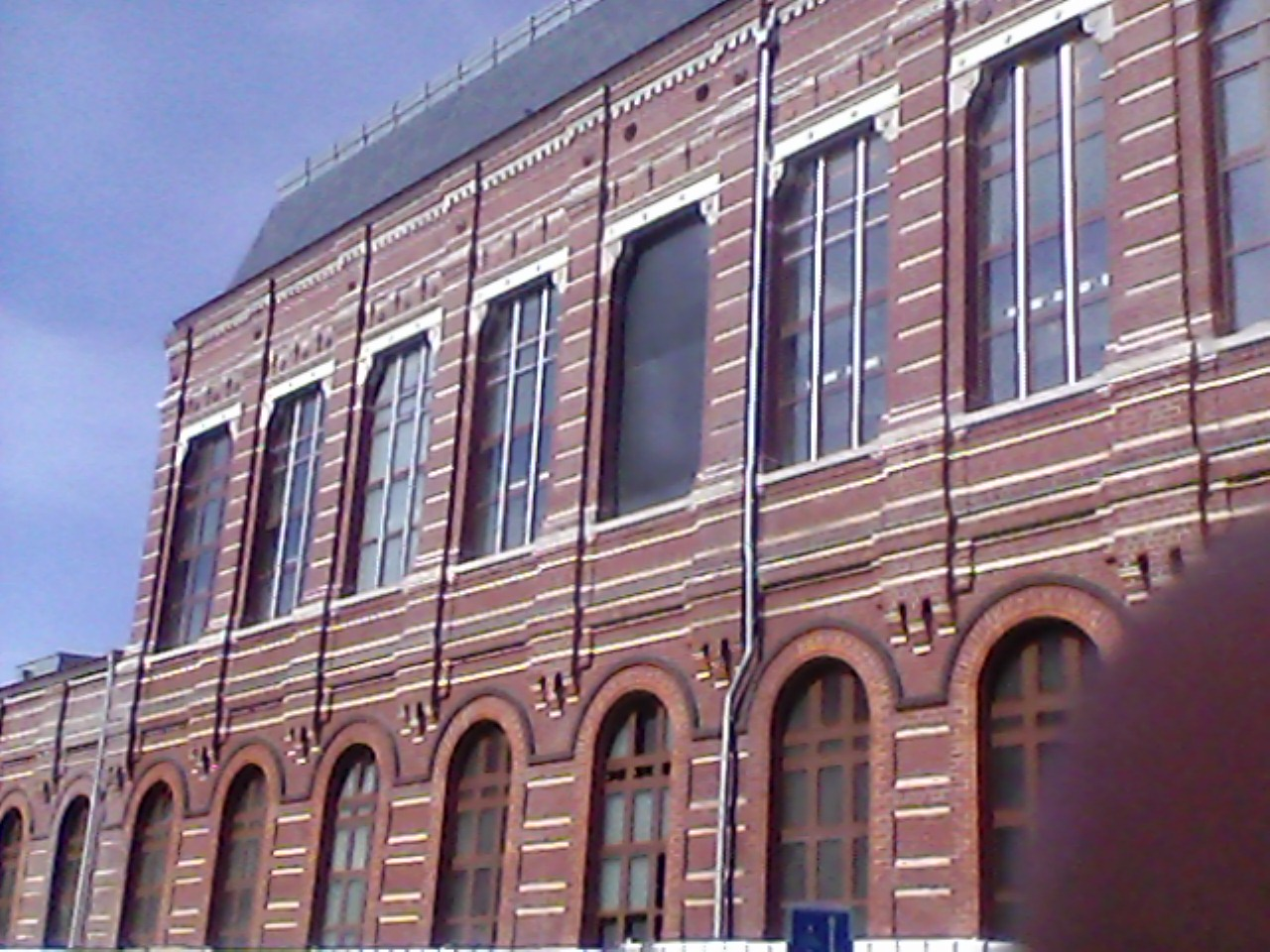
Institut de chimie de Lille, rue Jeanne-d'Arc
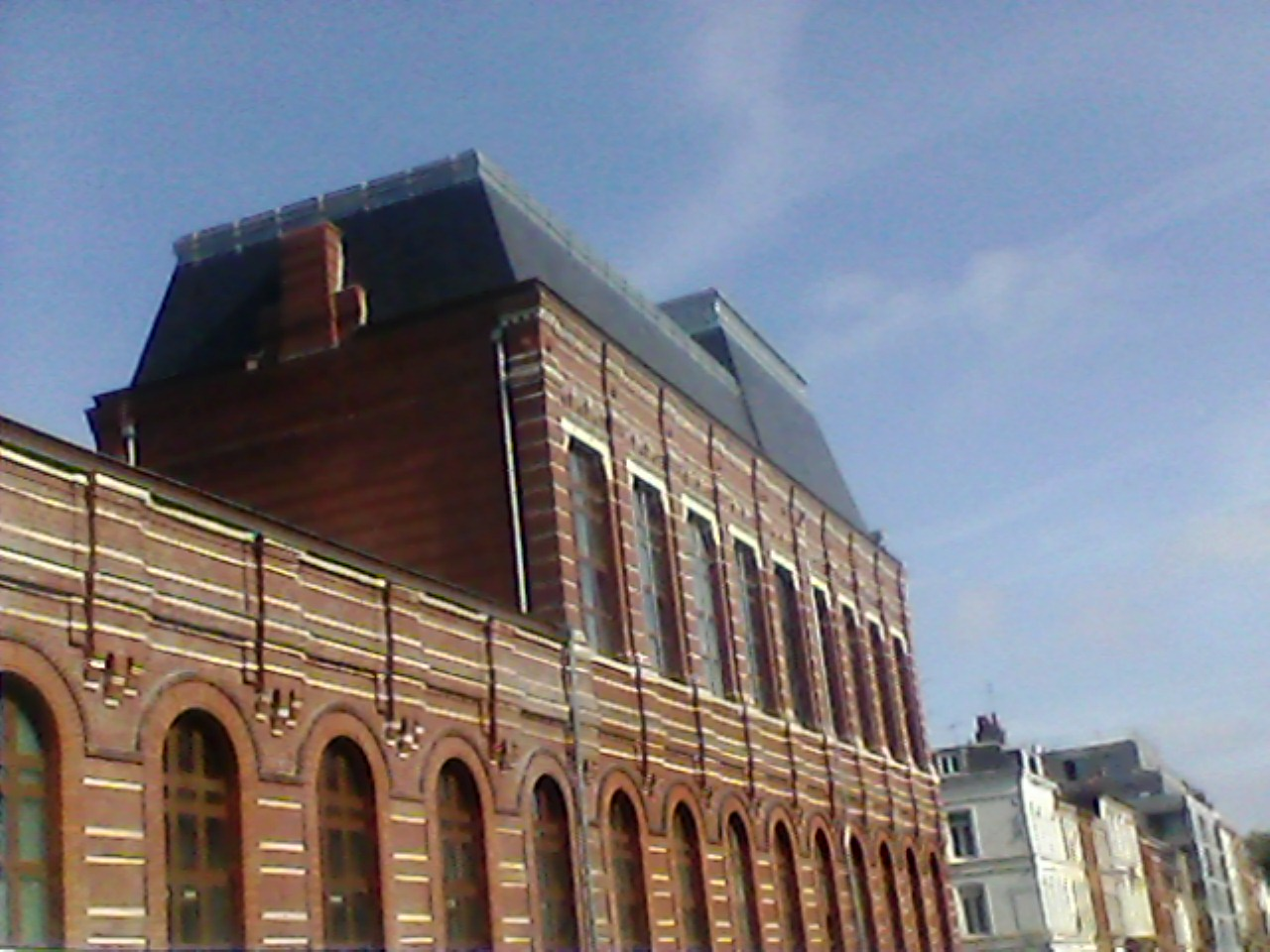
Façade rue Jeanne-d'arc
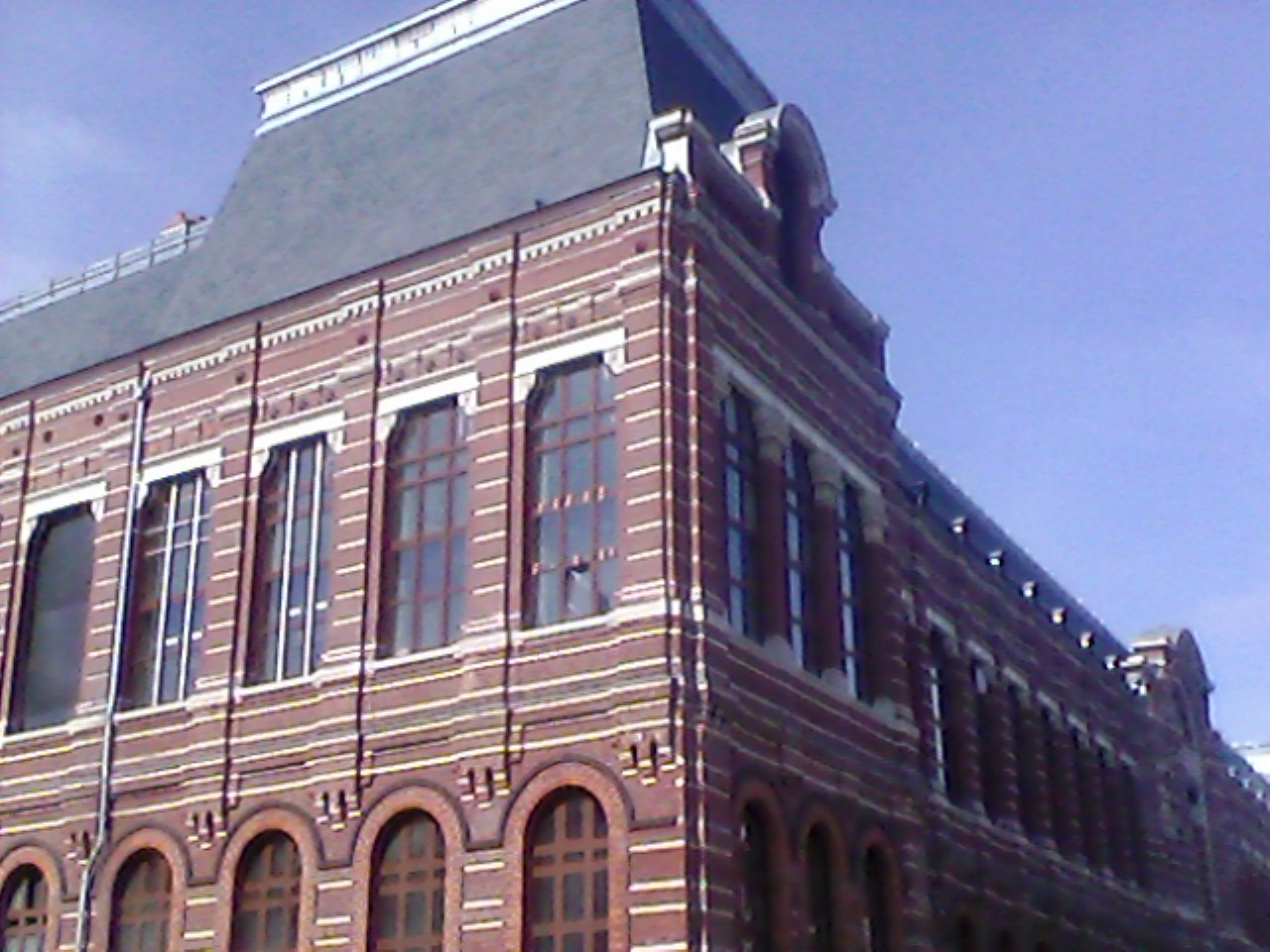
Angle rue Jeanne-d'Arc et rue Barthélémy-Delespaul
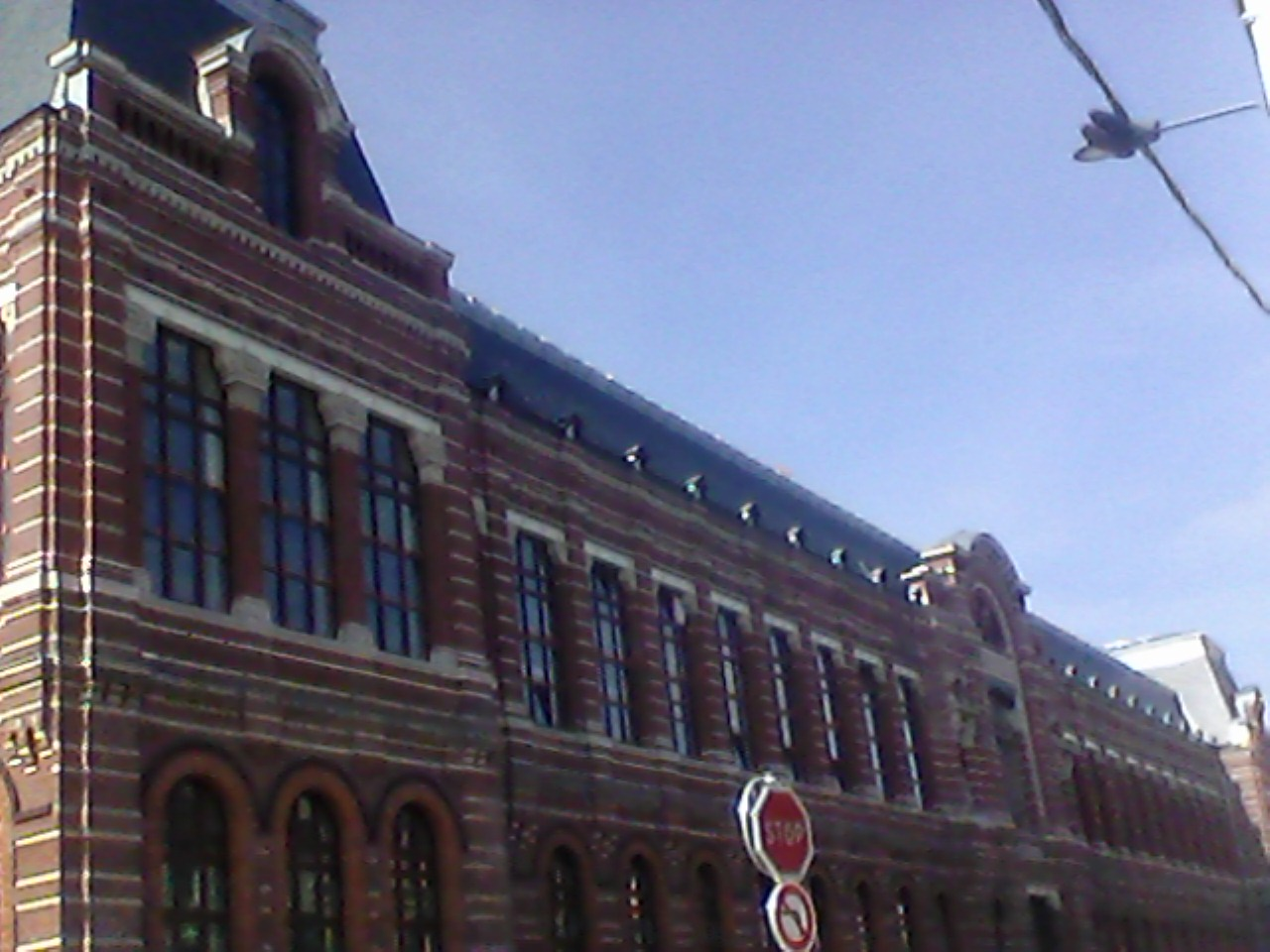
Façade rue Barthélémy-Delespaul
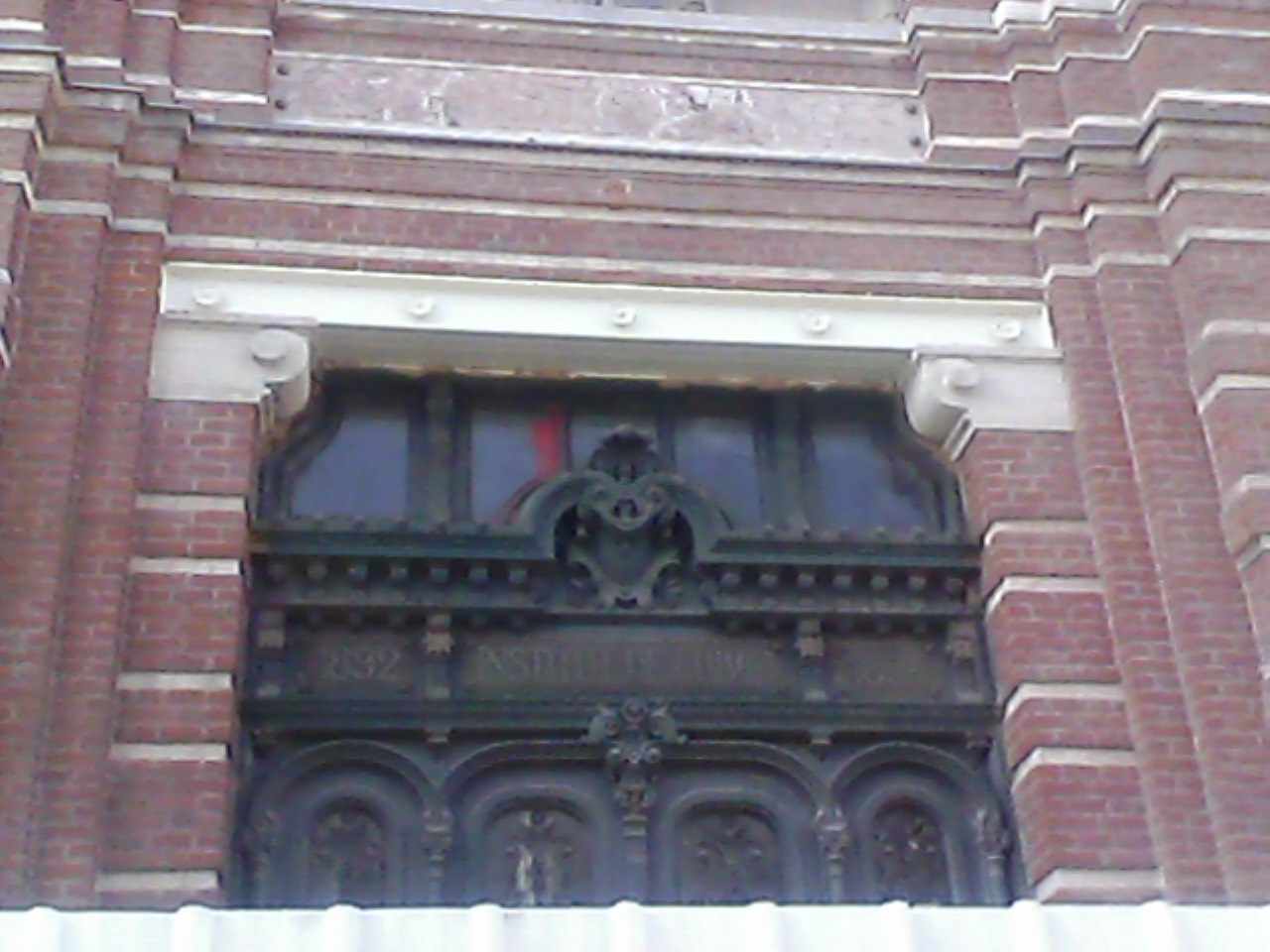
Entrée principale et fronton 1892

Elle est héritière des recherches scientifiques de chimie effectuées à Lille depuis le début du XIXe siècle, notamment par Frédéric Kuhlmann, enseignant-chercheur, titulaire de 1823 à 1854 de la chaire municipale de chimie de Lille, avec un amphithéâtre et un laboratoire situés au 2 rue du Lombard où il devint pionnier des catalyseurs, des engrais et de la chimie industrielle, par Louis Pasteur, titulaire à partir de 1854 de la chaire de chimie de la faculté des sciences, localisée rue des Arts et rue des fleurs (actuel boulevard Carnot), par Charles Viollette et Alphonse Buisine à l'Institut industriel du Nord (IDN, École centrale de Lille), situé au 17 rue Jeanne-d'Arc à partir de 1875. Ses professeurs de la faculté des sciences de Lille ont participé à l'essor scientifique associé à la métallurgie et la chimie du charbon.
L'École est d'abord localisée dans des locaux rue Gauthier de Châtillon, puis dans un bâtiment spécial à l'angle entre la rue Barthélémy-Delespaul et la rue Jeanne-d'Arc, à trois cents mètres de l'Institut industriel du Nord. La porte principale de l'Institut de chimie de Lille est située au 103 rue Barthélémy-Delespaul.

En 1929, la faculté des sciences de Lille se réorganise et coordonne ses enseignements de chimie avec ceux de l'Institut industriel du Nord (IDN). « Quant à l’Institut de chimie, il est le seul à être maintenu dans ses prérogatives de formation d’ingénieurs, mais leur nombre sera désormais limité à 12 Français et 3 étrangers et, comme pour les autres instituts de faculté, il offrira une formation de chimie appliquée en un an comme spécialisation aux ingénieurs IDN. »

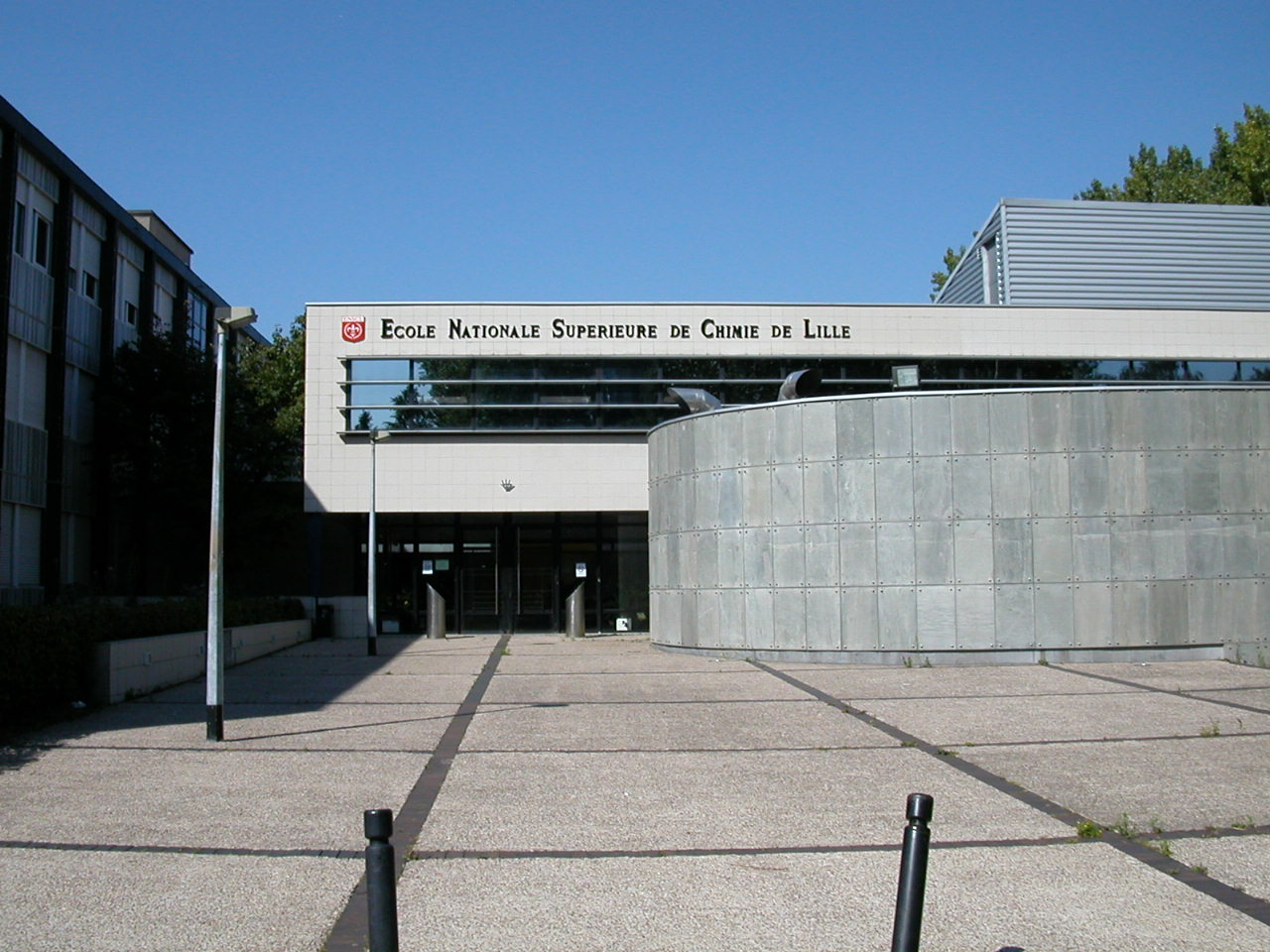
Façade de l'ENSCL (Cité scientifique)

Un nouvel accord entre la faculté des sciences de Lille et l'Institut industriel du Nord le 3 mars 1938 permet aux étudiants de l'institut de chimie de réaliser des travaux pratiques de chimie-métallurgie dans les laboratoires IDN et à la faculté des sciences de mettre à disposition ses laboratoires de physique-chimie pour les élèves-ingénieurs IDN.
L'École devient une école nationale supérieure d’ingénieurs et prend son nom actuel en 1953. Elle est transférée en 1966 dans des locaux modernes de la cité scientifique sur le campus de l'Université Lille I.
L’ENSCL devient une UER rattachée à l’université Lille I en 1969, puis un établissement public à caractère administratif rattaché à l’université Lille I en 1986.
De 2009 à 2019, l'école fut membre du PRES (puis de la COMUE) Lille Nord de France (et de son collège doctoral).
Après plusieurs années de discussion, l'école nationale supérieure de chimie de Lille et l'école nationale supérieure des arts et industries textiles sont associées à l'école centrale de Lille depuis 2017. Puis l’école nationale supérieure de chimie de Lille est intégrée à l’École centrale de Lille, comme école interne de « Centrale Lille Institut » à compter de 2020.

Ancien logo de l'ENSCL
Logo de l'ENSCL de 2020 à 2022
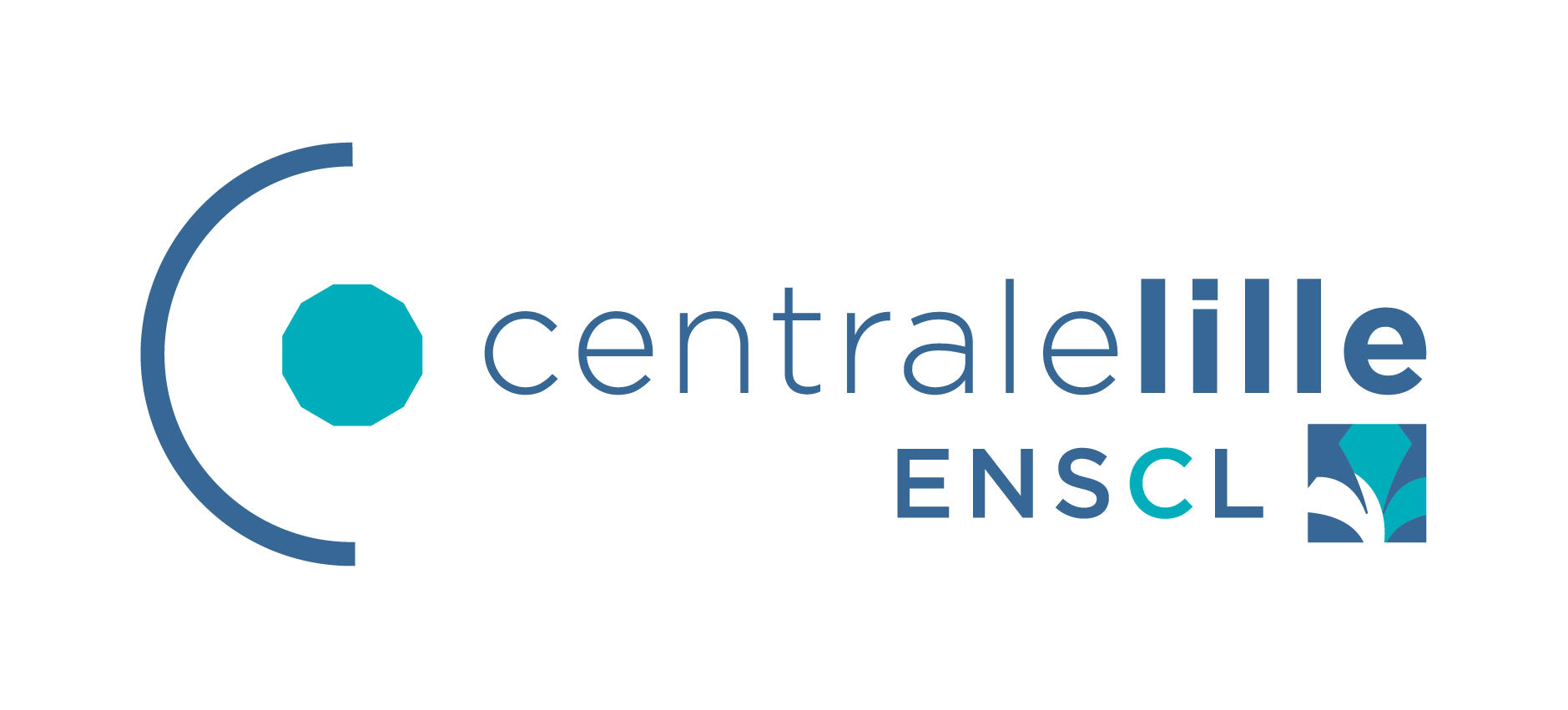
Logo de l'ENSCL depuis 2022

## Direction
| Mandat    | Directeur              |
| --------- | ---------------------- |
| 1894-1898 | Charles Viollette f.f. |
| 1898-1903 | Alphonse Buisine f.f.  |
| 1903-1918 | Alphonse Buisine       |
| 1919-1927 | Paul Pascal            |
| 1928-1938 | Georges Chaudron       |
| 1938-     | Henri Lefebvre         |
|           | Félix François         |
| 1962-1965 | J. E. Germain          |
| 1966-1971 | Gabriel Tridot         |
| -2006     | Jean-Claude Boivin     |
| 2006-2010 | Jean Grimblot          |
| 2011-2016 | Bernard Fontaine       |
| 2016-     | Rose-Noëlle Vannier    |

## Formation

### Ingénieurs
L’ENSCL propose une formation d’ingénieurs habilitée par le ministère de l’Enseignement supérieur et de la Recherche après avis de la Commission des titres d'ingénieur.
La majorité des étudiants - 60 % - sont issus des concours communs polytechniques, le reste provenant majoritairement du cursus de la Fédération Gay-Lussac.
Les élèves peuvent choisir une de ces options lors de la dernière année :
- Chimie et procédés durables pour l'industrie (créée en 2012),
- Optimisation et fiabilité des matériaux,
- Chimie de formulation.

L'ENSCL est une école ouverte à l'international : l'enseignement comprend obligatoirement deux langues vivantes (anglais et allemand ou espagnol) et un séjour d'au moins 3 mois à l'étranger obligatoire lors du cursus.
Un grand nombre d'universités internationales ont des liens forts avec l'ENSCL, comme l'École Polytechnique de São Paulo au Brésil, l'Université de Toledo aux États-Unis, l'Université de Nagoya et l'Université Doshisha (Kyōto) au Japon.

### Masters
En habilitation conjointe avec l’Université de Lille :
- Master Chimie et Ingénierie de la Formulation (Recherche),
- Master Biorefinery (Recherche) (enseignements en anglais),
- Master Matériaux Inorganiques avancés pour l'Environnement (Recherche),
- Master Ingénierie des Systèmes Polymères (Recherche).

En habilitation conjointe entre l'École centrale de Lille et l'IFP school :
- Master Catalyse et Procédés (Recherche).

### Autres formations
- Le cycle préparatoire intégré (CPI) de la Fédération Gay-Lussac est aussi proposé par l’école.
- L’ENSCL délivrait aussi le Mastère spécialisé Drug design en partenariat avec l’Institut de Chimie Pharmaceutique Albert Lespagnol de l'Université de Lille jusqu'en 2017. Cette formation a été remplacée en 2017/2018 par le D.U. Drug Design uniquement délivré par la Faculté de Pharmacie de Lille[16].

#### Autres Ecoles Supérieures de Chimies
- École nationale supérieure de chimie de Paris
- École nationale supérieure de chimie de Rennes
- École nationale supérieure de chimie de Montpellier
- École nationale supérieure de chimie de Mulhouse
- École nationale supérieure de chimie de Clermont-Ferrand

## Activités de recherche et formation doctorale
Les enseignants chercheurs de l'école travaillent dans des laboratoires de recherche communs avec l'Université de Lille (Institut des molécules et de la matière condensée de Lille):
- Unité de Catalyse et de Chimie du Solide (UCCS, UMR-CNRS 81 81);
- Unité Matériaux et Transformation (UMET, UMR CNRS 8207);
- Équipe d’Accueil Chimie Moléculaire et Formulation (EA-CMF 4478), intégrée dans l'Unité de Catalyse et de Chimie du Solide en 2015.

## Évolution démographique
Évolution démographique de la population universitaire 

| 2006 | 2007 | 2008 | 2009 | 2010 | 2011 | 2012 | 2013 |
| ---- | ---- | ---- | ---- | ---- | ---- | ---- | ---- |
| 346  | 332  | 367  | 355  | 345  | 339  | 367  | 368  |

| 2014 | 2015 | 2016 | 2017 | 2018 | - | - | - |
| ---- | ---- | ---- | ---- | ---- | - | - | - |
| 358  | 350  | 350  | 350  | 363  | - | - | - |